# 尾澤千春

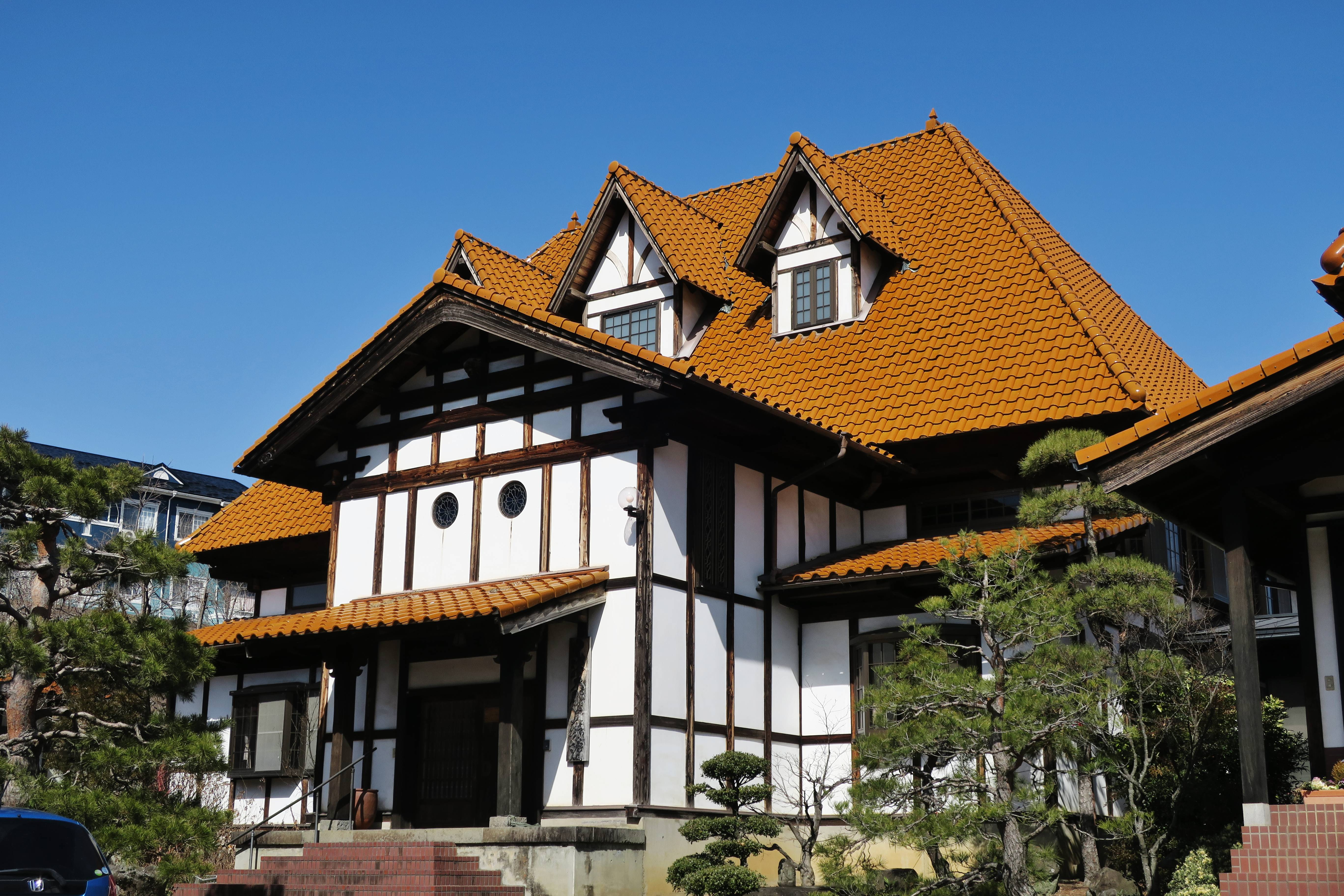
尾澤木彫美術館

尾澤 千春（おざわ ちはる、1915年3月4日 - 2004年）は、日本の工芸家、彫刻家。姓の「澤」は「沢」の旧字体のため、尾沢 千春（おざわ ちはる）とも表記される。
長野県農民美術連合会会長などを歴任した。

## 概要
長野県小県郡神川村（現上田市）生まれの工芸家である。初代中村實の下で学び、主に木彫などを手掛けていた。長野県の「農民美術運動」の第一人者として知られている。長野県農民美術連合会の会長など要職を歴任した。また、後継者や愛好者の育成にも力を注ぎ、木彫の流行に対しても影響を与えた。

## 来歴

### 生い立ち
神川実業補習学校卒業。初代中村實に弟子入りし、木彫など工芸を学んだ。尾澤を指導した中村は、「農民美術運動」を提唱した版画家の山本鼎に共感し、山本の主宰する農民美術講習会に第1期生として馳せ参じ、山本の一番弟子となった。後年には、山本らと一緒に中村も日本全国を回って指導するなど、農民美術の普及に尽力したことで知られている。その中村の薫陶を受け、尾澤も農民美術において頭角を現した。

### 彫刻家として
太平洋戦争の戦火の中を生き延び、戦後は再び農民美術に注力するようになった。終戦直後の混乱期には、初代中村實の下で宮島重平、武捨一久、岸田陸三、中村孝らとともに、オルゴールのケースなどを手掛けていた。また、独立してブローチやハンドバッグなども手掛けた。長野県の特産展では、師である初代實とともに出品し、同業者をも唸らせる力作を披露した。1975年には、長野県上田市に「木彫館」を建設した。さらに、1989年には、同じく長野県上田市に「尾澤木彫美術館」を建設した。
また、多くの後進を育成した。やがて、長野県における農民美術運動を代表する人物の一人と目されるようになった。荒井貞雄の後任として長野県農民美術連合会の会長に就任し、組織の活動の充実に尽力した。その後、会長職を橋本千春に引き継いだ。なお、これらの功績が評価され、1984年5月3日には芸術文化功労者として長野県知事表彰を受けた。

## 顕彰
1989年、上田市に「尾澤木彫美術館」が設立された。尾澤千春と尾澤敏春の作品がおよそ1500点ほど収蔵されている。また、両名の作品以外にも、世界各地の木彫人形などおよそ1200点が収蔵されている。

## 人物
姓は旧字体の「尾澤」であり、尾澤千春の作品を展示する「尾澤木彫美術館」も旧字体の「尾澤」表記を採っている。ただ、標準漢字表や当用漢字表の導入により「澤」は「沢」の旧字体となったため、俗に「尾沢」と表記されることも多い。

## 家族・親族
尾澤千春の息子である尾澤敏春も、工芸家として農民美術を手掛けている。

## 略歴
- 1915年 - 誕生。
- 1975年 - 木彫館建設[10]。
- 1989年 - 尾澤木彫美術館建設[10]。

## 賞歴
- 1984年 - 長野県知事表彰[3]。

## 著作

### 単著
- 尾沢千春著『信州の木彫り』千春工房、1975年。
- 尾沢千春著『木彫りに生きる』尾沢千春、1985年。NCID BB17546837

## 師匠
- 初代中村實

## 門弟
- 清水義博[8][13]
- 松澤登美雄[11]

### 註釈
1. ↑  中村孝は、のちに二代目中村実を襲名する。

## 関連人物
- 山本鼎

## 関連文献
- 週刊時事編集部編『この人・その事業』10巻、時事通信社、1968年。NCID BN09668505